# Odessia
Odessia is een geslacht van neteldieren uit de familie van de Moerisiidae.

## Soorten
- Odessia maeotica (Ostroumoff, 1896)
- Odessia microtentaculata Xu, Huang & Chen, 1991